# Fusell metrallador
El fusell metrallador és una arma de foc llarga d'ús individual que dispara munició de fusell a ràfegues, d'acord amb el sistema de tir de la metralladora, però que, a diferència d'aquesta, és alimentat mitjançant carregador (i no pas cinta).
L'estatus epistemològic del fusell metrallador és qüestió debatuda. En general, els tractadistes romànics tendeixen a considerar-lo una arma prou caracteritzada en si (fusil mitrailleur, fucile mitragliatore, fusil ametrallador, etc.), diferent d'altres de similars; perspectiva que seguim ací. Els tractadistes anglosaxons tendeixen a considerar el fusell metrallador com un tipus de metralladora. En tot cas, l'arma que li és més similar funcionalment és la metralladora lleugera, que sovint ve a ésser-ne un sinònim, si bé podríem distingir entre fusell metrallador, d'alimentació per carregador, i la metralladora lleugera, alimentada per cinta (o amb els dos sistemes).
El fusell metrallador va aparèixer en els inicis del segle xx; un dels primers models estàndard fou el danès Madsen (1902). Tanmateix, el nou tipus d'arma no tingué gaire ús fins a la Primera Guerra Mundial, en què es demostrà ben idoni per a cobrir les necessitats específiques de la lluita de trinxeres: hi calia una arma que disparés a ràfega però que alhora fos fàcilment transportable, i no de posició fixa com la metralladora tradicional. El fusell metrallador va néixer doncs, de l'aplicació del sistema de tir de la metralladora al format del fusell. En resultà una arma més voluminosa que els fusells de repetició de l'època, però més lleugera que la metralladora; així i tot, era força pesant: de vuit a deu quilos. Des del punt de vista estètic era una arma renovadora; la seva línia prefigurava la dels fusells d'assalt que sorgirien uns trenta anys després. Models cèlebres de la Primera Guerra Mundial foren, entre d'altres, el Lewis britànic (1914), el Chauchat francès (1915), el Bergmann alemany (1915) i el BAR estatunidenc (1918).

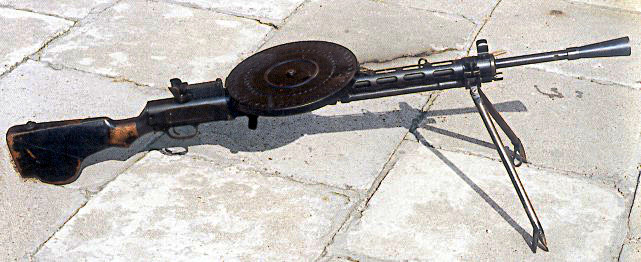
Fusell metrallador soviètic Degtiariov (1928)

En entreguerres es desenvolupa una segona generació de fusells metralladors, entre els quals cal destacar el Degtiariov DP soviètic (1928); el Breda italià (1930); el revolucionari Solothurn suís (1930), base de l'MG 34 alemany (amb la seva derivació, la metralladora lleugera MG 42); i l'escola txecoslovaca, en particular, el model ZB 26, especialment cèlebre en la versió adaptada per a l'exèrcit britànic, coneguda com a Bren (1938).

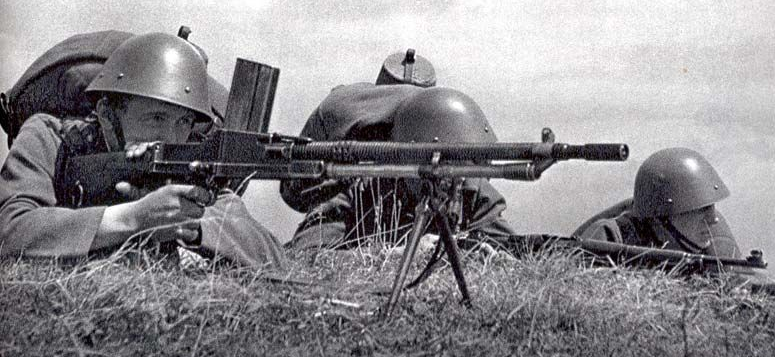
Soldats txecoslovacs de maniobres (vers 1935) amb fusell metrallador ZB 26

Durant la Segona Guerra Mundial el fusell metrallador fou usat àmpliament com a suport eficaç a l'avenç de la infanteria. 

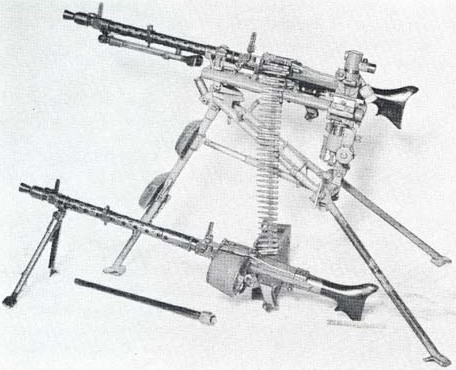
Fusell metrallador alemany MG 34, amb trípode i sense

En la postguerra hi hagué molts exèrcits que desdenvoluparen models inspirats en l'MG 42 alemany; fou el cas de la RFA, Àustria, Suïssa, Espanya, Bèlgica, els EUA, etc. L'exèrcit britànic conservà el Bren com a fusell metrallador reglamentari fins al 1992. L'URSS engegà una nova línia amb l'RPK (1961), emparentat amb el fusell d'assalt Kalàixnikov. En dècades posteriors han sorgit noves generacions de fusell metrallador, de disseny i prestacions cada cop més sofisticats.

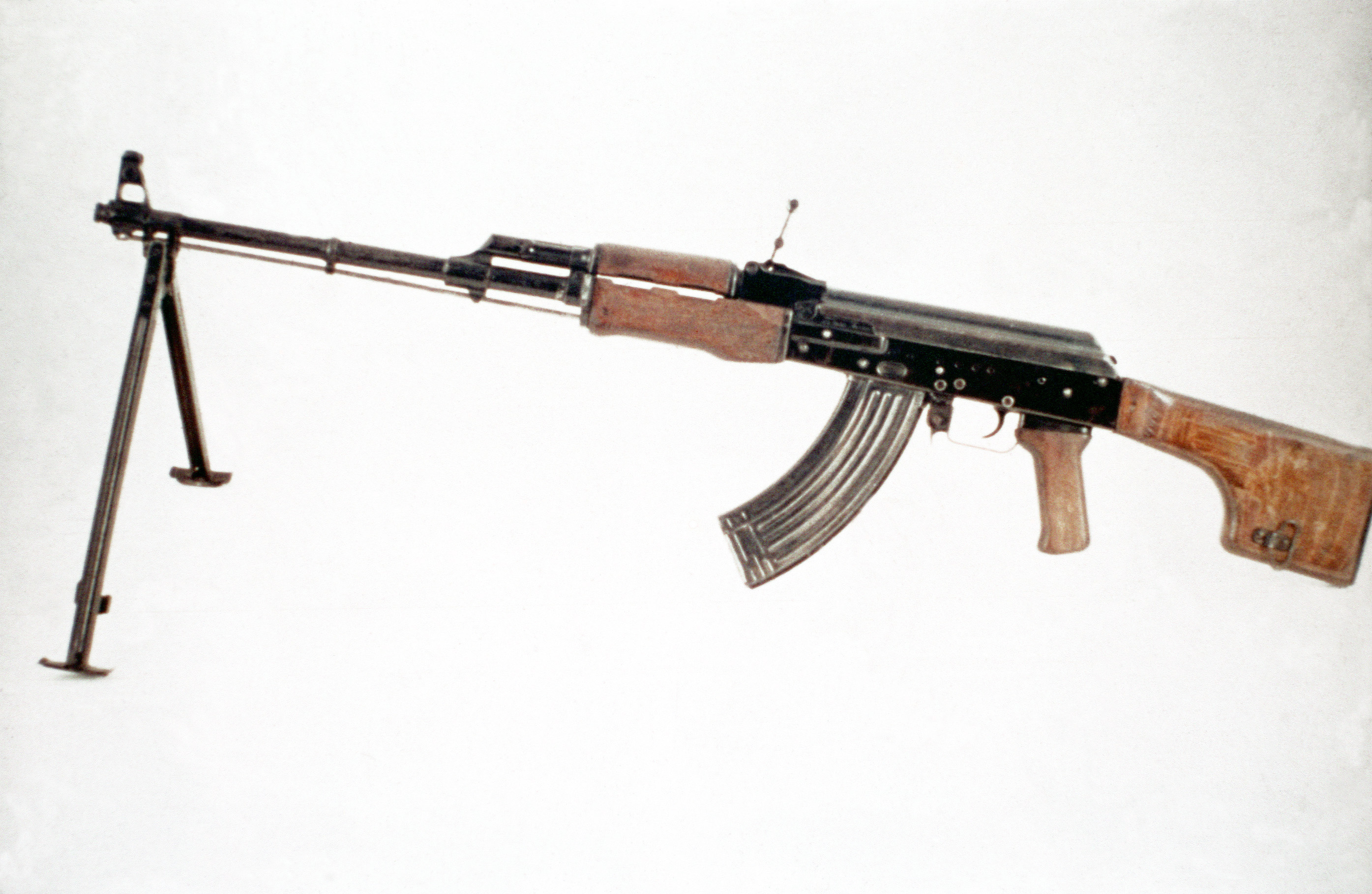
Fusell metrallador soviètic RPK (1961)

En certa manera el fusell metrallador té la competència de la metralladora, més pesant, del subfusell, més lleuger, i, també, del fusell d'assalt. De tota manera, avui dia continua essent indispensable en el paper de suport a la infanteria mitjançant tir de cobertura.
A voltes el terme fusell metrallador s'usa impròpiament com a sinònim de fusell d'assalt; cal evitar aquesta confusió.